# Димитров (предприятие)
„Димитров“ ООД е българско предприятие за производство на облекло в Плевен.
Основано на 15 юни 1994 година от Магдален Димитров, през следващите десетилетия то постепенно се превръща в един от водещите производители на горно облекло в страната. Произвежда главно мъжко облекло за международни марки, като „Джорджо Армани“, „Ерменеджилдо Дзеня“, „Хуго Бос“ и „Пал Зилери“, както и под собствените марки „Десизо Монни“ и „Монни“. Към 2021 година има обем на продажбите 29,3 милиона лева, загуба 1,02 милиона лева и 1140 служители.